# Achillea nobilis
Achillea nobilis es una especie de fanerógama perteneciente a la familia de las asteráceas.

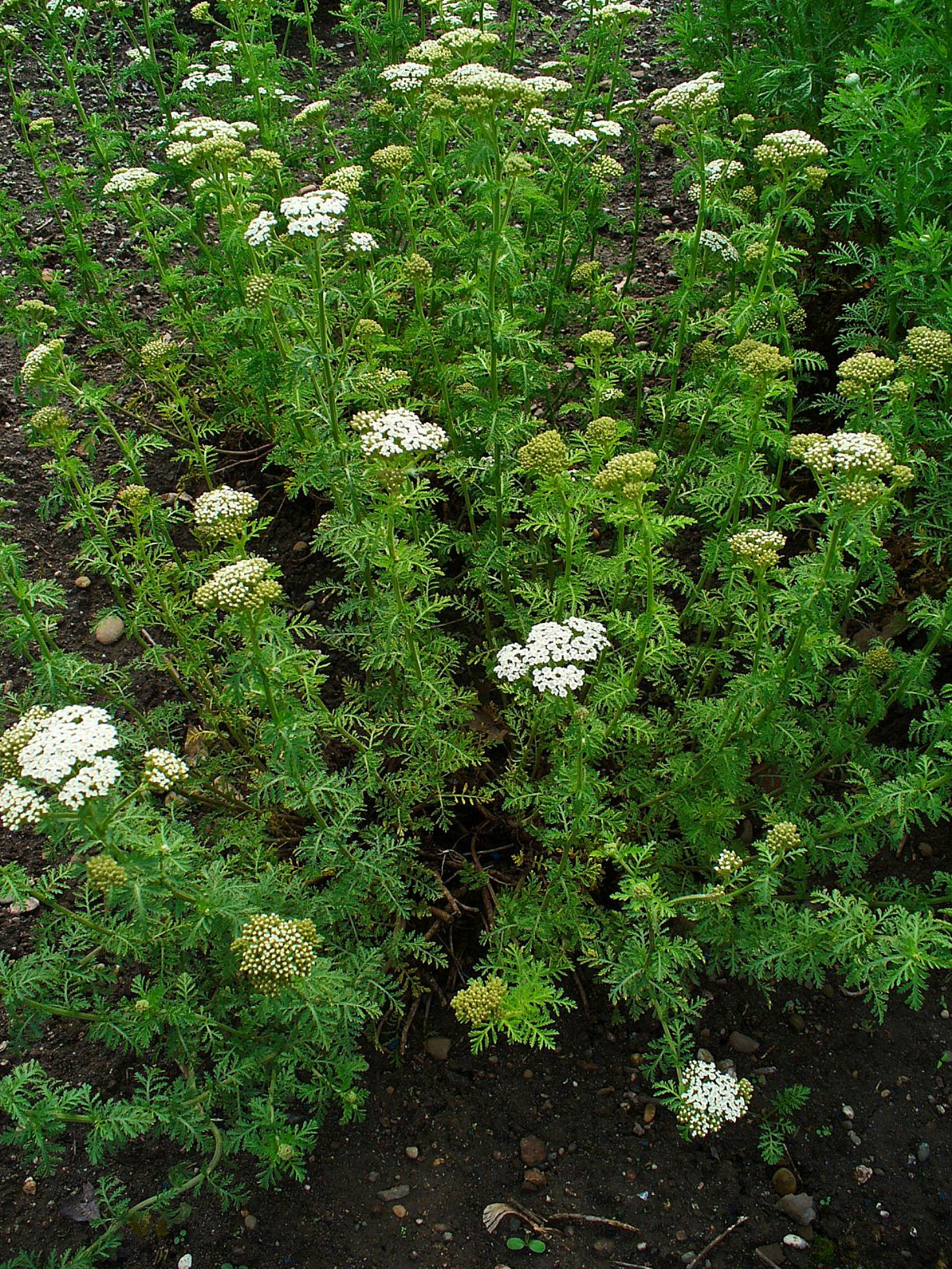
Vista de la planta

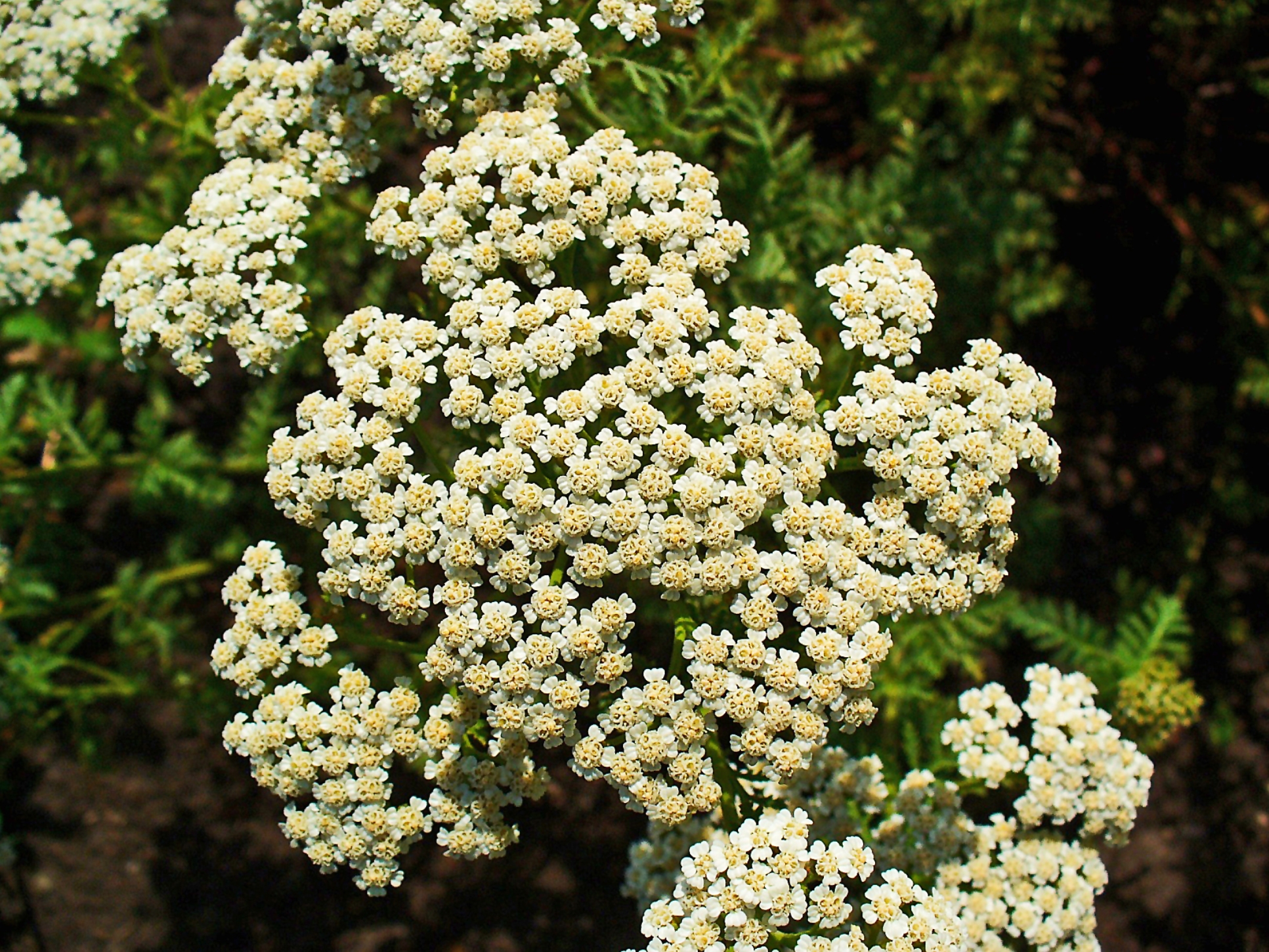
Detalle de las flores

## Distribución geográfica
Es originaria de Eurasia, sin embargo también es naturalizado fuera de su área de distribución en América del Norte y otras partes del mundo.

## Descripción
Esta especie tiene las flores de color blanco, y se asemejan a Achillea millefolium, excepto porque tiene más flores que son más pequeñas y el follaje es mucho más fino con un fino encaje compuesto en las hojas. El follaje, de color verde medio, forma un macizo de bajo crecimiento a principios de la primavera y en fines de la misma, en la floración producen tallos que crecen hasta las 50 cm de altura, los tallos terminan en grupos de flores planas. El follaje y los tallos están cubiertos de pelos suaves, llamados pubescentes.

## Taxonomía
Achillea nobilis fue descrita por  Carlos Linneo y publicado en Species Plantarum 2: 899. 1753.
Etimología
Achillea nombre genérico nombrado en honor de Aquiles. Se ha indicado también que el nombre, más específicamente, proviene de la guerra de Troya, donde Aquiles curó a muchos de sus soldados y al propio rey Télefo, rey de Micenas, utilizando el poder que la milenrama tiene para detener las hemorragias.
nobilis: epíteto latino que significa "notable, famoso".
Sinonimia
- Achillea camphorata Gilib.
- Achillea corymbifera S.G.Gmel.
- Achillea cylindrica Poir.
- Achillea decipiens Vest
- Achillea eridania Bertol.
- Achillea fruticulosa Willd. ex Ledeb.
- Achillea gerberi M.Bieb.
- Achillea gerberi var. angustifolia Dabrowska
- Achillea grata Fenzl ex Tchich.
- Achillea hispanica Schrank
- Achillea ligustica Vis. ex Nyman
- Achillea ochroleuca Waldst. & Kit.
- Achillea odorata Pall.
- Achillea paucidentata (Ambrosi) Dalla Torre & Sarnth.
- Achillea pectinata Lam.
- Achillea pubescens Willd.
- Achillea punctata Ten. ex Tchich.
- Achillea schkuhrii Spreng. ex Nyman
- Chamaemelum achilleum E.H.L.Krause
- Chamaemelum gerberi (Willd.) E.H.L.Krause[5][6]